# 유니폼 교환

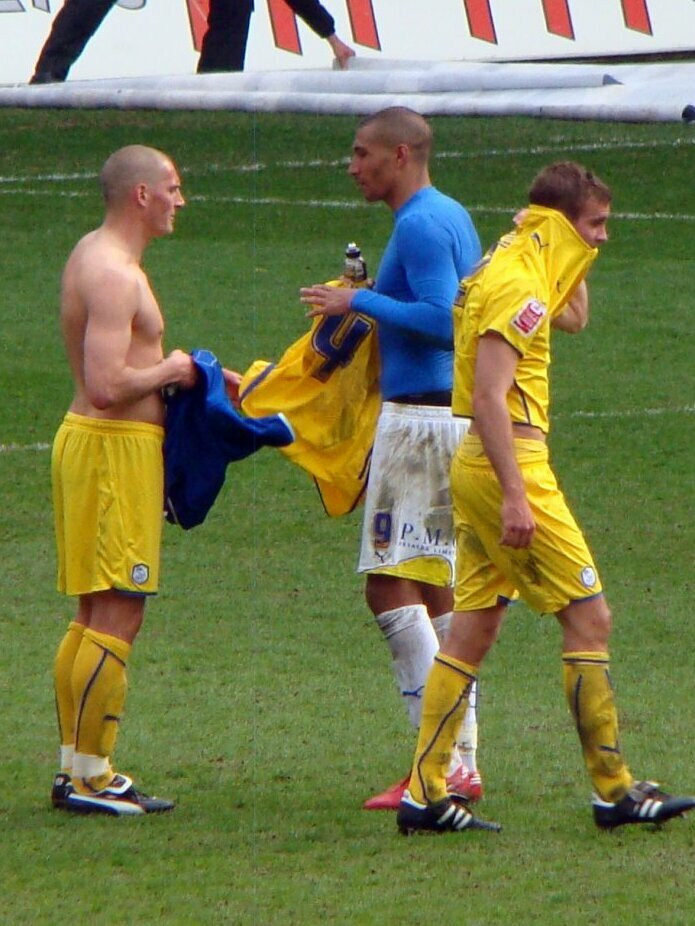
경기 종료 후 유니폼을 교환하는 선수들

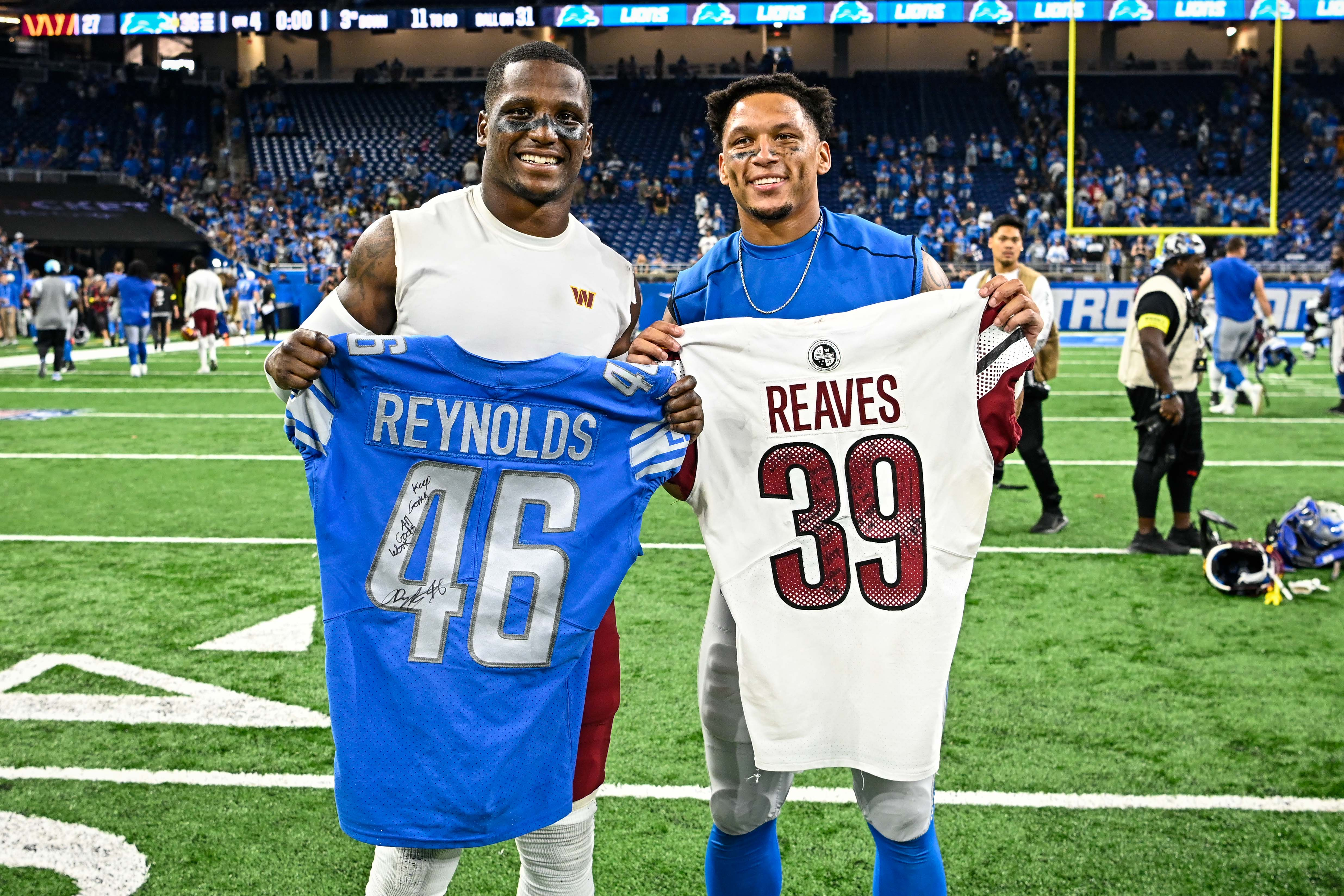

유니폼 교환은 경기가 끝난 후 상대에 대한 존중의 표시로 상대팀 선수들과 유니폼을 교환하는 스포츠의 문화이다. 첫 번째 유니폼 교환은 1931년 5월 14일에 프랑스와 잉글랜드 간의 경기에서 발생한 것으로 추정된다. 프랑스팀은 패배했고, 잉글랜드팀의 유니폼을 기념으로 보관해 달라고 요청했다.

## 같이 보기
- 축구 문화